# Măcișeni
Măcișeni – wieś w Rumunii, w okręgu Gałacz, w gminie Corni. W 2011 roku liczyła 821 mieszkańców.